# Piptocephalis lemonnieriana
Piptocephalis lemonnieriana är en svampart som beskrevs av Vuill. 1902. Piptocephalis lemonnieriana ingår i släktet Piptocephalis och familjen Piptocephalidaceae.   Inga underarter finns listade i Catalogue of Life.